# Enger
Enger és un municipi del districte de Herford, a l'estat de Rin del Nord-Westfàlia, a Alemanya.

## Geografia
Enger es troba entre el Bosc de Teutoburg i el Wiehengebirge, aprox. 6 km a l'oest de Herford, la capital del districte.

### Localitats veïnes
- Spenge
- Bünde
- Hiddenhausen
- Herford
- Bielefeld

### Divisions
| Llogarret       | Habitants | Superfície | Llogarrets d'Enger |
| --------------- | --------- | ---------- | ------------------ |
| Belke-Steinbeck | 2.406     | 382 ha     | Llogarrets d'Enger |
| Besenkamp       | 1.842     | 399 ha     | Llogarrets d'Enger |
| Dreyen          | 1.412     | 409 ha     | Llogarrets d'Enger |
| Enger           | 7.917     | 489 ha     | Llogarrets d'Enger |
| Herringhausen   | 445       | 457 ha     | Llogarrets d'Enger |
| Oldinghausen    | 770       | 506 ha     | Llogarrets d'Enger |
| Pödinghausen    | 2.236     | 327 ha     | Llogarrets d'Enger |
| Siele           | 119       | 302 ha     | Llogarrets d'Enger |
| Westerenger     | 3.790     | 849 ha     | Llogarrets d'Enger |

## Història
El poble, mencionat per primera vegada l'any 948, s'anomenava El poble de Widukind. L'heroi saxó Widukind morí vers el 808 i no existeix cap prova que demostri que Enger existís mentre ell era viu. La llegenta ens explica com Widukind fundà una església a Enger després del seu bateig, i que visqué allà fins a la seva mort. Fou enterrat a l'església d'Enger, i la seva tomba monumental encara es pot visitar allà.
Tanmateix, algunes anàlisis mostren que la llosa commemorativa data dels voltants de l'any 1100, resultant així dubtós que el que hi ha a la tomba siguin realment les despulles de Widukind. Les atraccions principals del poble són, a part de la tomba de Widukind, el museu de Widukind, la fira anual dedicada a Widukind cada 6 de gener (Timpkenfest) i el festival de la flor de cirerer (Kirschblütenfest).